# Rhipidolestes shozoi
Rhipidolestes shozoi är en trollsländeart som beskrevs av Ishida 2005. Rhipidolestes shozoi ingår i släktet Rhipidolestes och familjen Megapodagrionidae. Inga underarter finns listade i Catalogue of Life.